# Heath (Massachusetts)
Heath es un pueblo ubicado en el condado de Franklin en el estado estadounidense de Massachusetts. En el Censo de 2010 tenía una población de 706 habitantes y una densidad poblacional de 10,94 personas por km².

## Geografía
Heath se encuentra ubicado en las coordenadas 42°41′36″N 72°49′23″O / 42.69333, -72.82306. Según la Oficina del Censo de los Estados Unidos, Heath tiene una superficie total de 64.55 km², de la cual 64.45 km² corresponden a tierra firme y (0.16%) 0.1 km² es agua.

## Demografía
Según el censo de 2010, había 706 personas residiendo en Heath. La densidad de población era de 10,94 hab./km². De los 706 habitantes, Heath estaba compuesto por el 97.31% blancos, el 0.42% eran afroamericanos, el 0.14% eran amerindios, el 0% eran asiáticos, el 0% eran isleños del Pacífico, el 0.14% eran de otras razas y el 1.98% pertenecían a dos o más razas. Del total de la población el 1.42% eran hispanos o latinos de cualquier raza.